# يوفي كازيرتا باسكت
يوفي كازيرتا باسكت (بالإيطالية: Juvecaserta Basket)‏ هو فريق كرة سلة إيطالي تأسس في 1951 يقع في كازيرتا، إيطاليا.

## وصلات خارجية
- الموقع الإلكتروني